# Chatka AKT „Dobrodziej” na Witasówce
Chatka AKT „Dobrodziej” na Witasówce (dawniej Chatka Budowlańców) – była górska chatka studencka, obecnie prywatny obiekt położony w Beskidzie Żywieckim (Grupa Pilska i Romanki), na polanie Witasówka nad Sopotnią Wielką.

## Historia
Przez długi czas obiektem zarządzał Wydział Budownictwa i Architektury Politechniki Śląskiej w Gliwicach (stąd dawna nazwa chatki).

## Warunki pobytu
Obiekt posiada 30 miejsc noclegowych w salach wieloosobowych, kuchnię, jadalnię i łazienki. 

## Szlaki turystyczne
W pobliżu obiektu przebiega  szlak turystyczny Sopotnia Wielka - Hala Miziowa